# Concilio di Sens
Il Concilio di Sens fu un concilio non ufficiale di tipo processuale, in merito ad una questione disciplinare che l'allora potentissimo abate francese Bernardo di Chiaravalle organizzò nel 1140 contro le eresie di 19 tesi del filosofo Pietro Abelardo.
Prima con la fraternalis Admonitio, e poi l'Evangelica Denuntiatio e la scomunica dello stesso Pietro Abelardo, quest'ultimo corresse la sua scholarium Theologia e si difese dalle accuse con la nota Apologia contra Bernardum.
Successivamente, Abelardo esortò l'arcivescovo Enrico (Henri Sanglier) per una disputa pubblica di fronte al tribunale metropolitano dell'arcidiocesi francese di Sens, per controbattere Bernardo. Ma quest'ultimo convocò la provincia ecclesiastica di Reims per un concilio-processo contro Abelardo, nella cattedrale della stessa città, che avvenne poi nel giugno del 1141.
| Controllo di autorità | VIAF (EN) 282480776 |